# 12656 Gerdebruijn
12656 Gerdebruijn eller 5170 T-3 är en asteroid i huvudbältet som upptäcktes den 16 oktober 1977 av den nederländsk-amerikanske astronomen Tom Gehrels och det nederländska astronomparet Ingrid van Houten-Groeneveld och Cornelis Johannes van Houten vid Palomarobservatoriet. Den är uppkallad efter astronomen Ger de Bruijn.
Asteroiden har en diameter på ungefär 3 kilometer.